# Johann Christoph Held
Johann Christoph Held, ab 1864 Ritter von Held, (auch Johann(es) C. Held und Johann Christoph von Held; * 21. Dezember 1791 in Nürnberg; †  21. März 1873 in Bayreuth) war ein deutscher Klassischer Philologe und Pädagoge.

## Leben
Held stammte aus einer Nürnberger Beamtenfamilie. Er absolvierte in Nürnberg die Elementar- und Lateinschule, bevor er 1799 an das Nürnberger Gymnasium aufgenommen wurde. Seinen Abschluss dort bestand er mit Auszeichnung, wofür er eine silberne Medaille verliehen bekam. Von 1809 bis 1811 schloss sich ein Studium der Philologie an der Universität Heidelberg an, anschließend wechselte er an die Universität Erlangen, an der er zunächst bis 1812 verblieb. Hier wurde er Mitglied des Corps Franconia. 1812 nahm er das Studium an der Universität Leipzig auf, kehrte allerdings aufgrund der um Leipzig tobenden Befreiungskriege an die Universität Erlangen zurück. Das philologische Examen legte er Ende 1813 vor der fünfköpfigen königlichen Prüfungskommission in Nürnberg ab, der unter anderen auch Georg Wilhelm Friedrich Hegel und Ludwig Heller angehörten.
Held ging nach bestandenem Examen nach München. Dort nahm er eine Hofmeisterstelle im Haus des Generals Karl Friedrich August von Seydewitz an. Dort unterrichtete er wahrscheinlich den Sohn Max Graf von Seydewitz. In München traf er auf den Reformpädagogen Friedrich Thiersch, der ihn beeinflussen sollte. Außerdem war es ihm bei Thiersch möglich die Bibliothek mit zu nutzen und die Arbeit Annotationes in Plutarchi vitam Alexandri M. zu verfassen, die 1815 und 1816 in Thierschs Acta Philologorum Monacensium  erschien. Diese Arbeit wurde von der Universität Erlangen 1814 als Dissertation angenommen und Held zum Dr. phil. promoviert. Nach einem halben Jahr verließ er München wieder und wurde Privatlehrer verschiedener Familien in Nürnberg.
Held erhielt zum 15. April 1815 einen Ruf auf eine Professur für die Mittelklassen an die Königlich Bayerische Studienanstalt (heute: Gymnasium Christian-Ernestinum) in Bayreuth. 1835 wurde er zu deren Rektor ernannt, 1867 trat er in den Ruhestand. Nachdem unter dem Rektor Johann Friedrich Degen die Disziplin und Qualität der Schule gelitten hatte, reformierte Held die Schule umfassend und gestaltete sie zu einer Musterschule seiner Zeit um. Für seine Verdienste erhielt er vielseitig Anerkennung.
Von 1901 bis 1944 war die Heldstraße (heutige Wilhelminenstraße) in Bayreuth nach ihm benannt.

## Ehrungen
- 1851 Verdienstorden vom Heiligen Michael
- 25. Mai 1860 Titel Schulrat
- 3. August 1864 Ritter des Verdienstordens der Bayerischen Krone (Nobilitierung)
- 25. Mai 1865 Ehrenkreuz des Ludwigsordens

## Werke (Auswahl)
- Caii Julii Caesaris Commentarii de bello civili. Sulzbach 1822.
- Briefe aus Paris geschrieben in den Monaten September, October, November 1830. Sulzbach 1831.
- Plutarchi Vitae Aemilii Pauli et Timoleontis. Sulzbach 1832.
- Platonis dialogi selecti in usum scholarum. 4 Bände, Sulzbach 1838–1846.
- Lexikalische Uebungen zu Ciceros Büchern von den Pflichten. Bayreuth 1858.